# University Gardens (New York)
University Gardens est une census-designated place du comté de Nassau, dans l'État de New York, aux États-Unis. En 2020, elle compte une population de 4 358 habitants.